# Meir Tapiro
Meir Tapiro (Hebreo: מאיר טפירו; nacido el 28 de marzo de 1975 Haifa, Israel), jugador y entrenador de baloncesto. Juega de base o escolta y su actual equipo es el Maccabi Kiryat Gat. 
Es un jugador que por talento podría estar perfectamente jugando en alguno de los grandes del continente, pero al que siempre le faltó algo para llegar a la cumbre. Como base es la prolongación del entrenador en la cancha, llevando los tempos del partido en todo momento con maestría. 
Su lunar es la tendencia que tiene a perder balones por acaparar demasiado tiempo el balón durante las posesiones de su equipo, aunque también es capaz de correr si es preciso. Atrapa bastantes rebotes para su altura y posición y su visión de juego siempre ha sido muy tenida en cuenta en Israel. 
Le cuesta tirar, aunque cuando coge confianza es capaz de realizar buenas series en lanzamiento exterior. Dentro de este apartado su tiro favorito es una media penetración hasta tres metros en la perpendicular de la canasta y hacia atrás. En defensa es de ese tipo de jugadores que no dan un balón por perdido y que sabe cómo usar bien los brazos sin que le piten muchas faltas. Es el capitán de su selección gracias a todo esto y a su capacidad de liderazgo.

## Trayectoria
Meir Tapiro dio sus primeros pasos en la segunda división israelí en el Maccabi Kiryat Motzkin en la temporada 1994/95. Como prometedor base de las selecciones juveniles hebreas, a pesar de no tener muchos minutos, saltó al año siguiente al Hapoel Tel Aviv, con el que disputó la Copa Saporta en esa campaña. Explotó en el año 96, en el que pasó a ser titular en el segundo equipo israelí y cuajó una gran actuación en el Europeo sub-21, no empezando de titular, pero ganándose su puesto a medida que pasaban los encuentros. Se consolidó en los dos siguientes en las filas del Hapoel Eliat, superando por primera vez los diez puntos de promedio y llegando casi a las seis asistencias. En esa temporada 99/2000 debuta con la selección absoluta de Israel aunque sin llegar a jugar más de cinco minutos en dos partidos. Aun así, su carrera se había visto relanzada al fichar con el Maccabi Haifa para la siguiente campaña, donde subieron sus puntos por partido, a 15, pero bajaron sus estadísticas como pasador. Es en ese año donde se descubre al completo Meir Tapiro, un buen anotador cuando hay que serlo, un pasador increíble y un jugador con gran espíritu de lucha para conseguir cinco rebotes por partido. Un Hapoel Jerusalén deseoso de quitarle el cetro liguero al Maccabi Tel Aviv lo saca del equipo de su ciudad natal para que lo lidere en la competición doméstica y en la Euroliga. Decepciona, hasta que llegan los playoff, donde Tapiro anota 12 puntos en 20 minutos de promedio , y la Copa, que devuelve a las vitrinas de los capitalinos. En 2002 es por fin el líder que buscan en Jerusalén y alcanza los 15 puntos por partido en la Copa Saporta (antigua Recopa), cuatro rebotes y 4 asistencias. En liga juega menos y la actuación del Hapoel se resiente. Tras realizar su mejor año en la campaña 2003, batiendo todas sus marcas de anotación en liga y playoff, su equipo vuelve a caer con el Maccabi en la lucha por el título nacional y Tapiro se marcha el Bnei Hasharon. Allí se consagra como el mejor base del país, alcanzando un registro admirable, 7,4 asistencias por encuentro. El buen año de Tapiro se extiende al equipo y en Europa buscan llevarse a sus figuras. El conjunto francés del Nancy lo compra buscando cambiar su suerte. El director de juego israelí los conduce a unos impresionantes playoff ya que entrando como últimos llegan a la final, perdiéndola ante el Estrasburgo. Sus estadísticas en la liga gala: 9,7 puntos y 5,7 asistencias por choque confirman todo lo apuntado en su país natal. Tanto que ya es el base titular de su selección nacional. En 2006 vuelve a casa para jugar en su anterior equipo, el Hapoel Jerusalén. La oferta multimillonaria del rico dueño del Hapoel, Arcadi Gaydamak le seduce lo bastante y se convierte en pieza básica de esa ya legendaria plantilla hebrea. Junto a Sheffer, Solomon y Awojobi, Tapiro realiza un año memorable y lleva a su equipo a la victoria en la ULEB Cup contra todo pronóstico, en una apasionante final ante el Real Madrid en Charleroi. El equipo se descompone sin Solomon y Sheffer, pero Tapiro vive también una temporada para enmarcar. El Hapoel no juega competición europea ante los problemas económicos y se centra en liga. Este hecho lleva a los de la capital de Israel a llevarse el título sobre el Bnei Hasharon en Tel Aviv, un trofeo que no ganaban desde 1997. Renacido tras su gran Eurobasket en España, Meir Tapiro vuelve precisamente al Bnei Hasharon para mantenerlos en la élite.

## Selección nacional
Ha sido internacional con la selección de Israel en 49 ocasiones, debutando en el preeuropeo de 1999. Además ha disputado ese Eurobasket, el 2001, 2003, 2005 y 2007. En su segunda competición internacional, el Eurobasket de 2001 disputado en Turquía, se ganó el puesto de titular ante el ocaso de la generación de Sharp, Sheffer y Henefeld. Siempre se ha encontrado en una situación complicada, pues a pesar de cosechar siempre unas estadísticas admirables y liderar a su país a cotas sorprendentes, es el único talento reconocible de su generación. Los Green, Eliyahu, Burstein, Bluthental o Halperim que sobresalen recientemente explotarán al tiempo en el que se retire Tapiro. En este último campeonato europeo disputado en España, Tapiro como capitán devolvió a Israel al panorama internacional en una de sus últimas demostraciones de calidad.

## Clubes
| Club                   | País    | Año  |
| ---------------------- | ------- | ---- |
| Maccabi Kiryat Motzkin | Israel  | 1994 |
| Hapoel Tel Aviv        | Israel  | 1995 |
| Maccabi Haifa          | Israel  | 1999 |
| Hapoel Jerusalén       | Israel  | 2001 |
| Bnei Hasharon          | Israel  | 2004 |
| SLUC Nancy             | Francia | 2005 |
| Hapoel Jerusalén       | Israel  | 2006 |
| Bnei Hasharon          | Israel  | 2007 |
| Maccabi Rishon LeZion  | Israel  | 2009 |
| Maccabi Asdod          | Israel  | 2010 |